# کشف

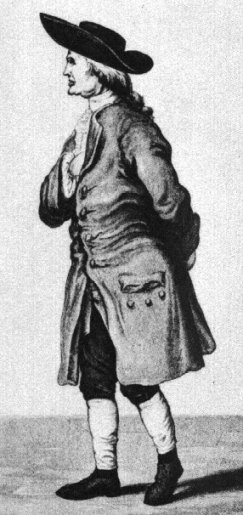
هنری کاوندیش، کاشف هیدروژن

کشف یا یافتار، به شناسایی چیزی گویند که تا آن زمان وجود دارد اما هنوز ناشناخته مانده‌است. برای مثال، یک سرزمین، یک جرم آسمانی، یک جانور، گیاه یا کانی، همین‌طور قواعد و قوانین در حیطهٔ علوم مختلف.
کشف می‌تواند بر خلاف اختراع که عمدیست، اتفاقی صورت بگیرد.
از جملهٔ کشف‌های بزرگ، می‌توان به کشف قاره آمریکا، کشف رادیوم، و کشف شکافت هسته‌ای اشاره کرد.
در بسیاری موارد می‌توان یافته‌هایی را مشاهده نمود که تا آن موقع کسی به آن توجه ننموده، و یا به ماهیت آن پی نبرده‌است.
کشف می‌تواند اتفاقی یا ارگانیزیشن شده باشد.